# Calhoun County (Florida)
Das Calhoun County ist ein County im US-Bundesstaat Florida. Der Verwaltungssitz (County Seat) ist Blountstown.

## Geschichte
Das Calhoun County wurde am 26. Januar 1838 aus Teilen des Franklin County gebildet. Benannt wurde es nach John C. Calhoun, einem US-Senator aus South Carolina.

## Geographie
Das County liegt im Nordwesten von Florida, ist im Nordosten etwa 40 km von Georgia, im Norden etwa 50 km von Alabama sowie im Südwesten etwa 30 km vom Golf von Mexiko entfernt und hat eine Fläche von 1.488 Quadratkilometern, wovon 18 Quadratkilometer Wasserfläche sind. Es grenzt im Uhrzeigersinn an folgende Countys: Gadsden County, Liberty County, Gulf County, Bay County und Jackson County.

## Demografische Daten
Nach der Volkszählung im Jahr 2010 lebten im Calhoun County 14.625 Menschen in 5.999 Haushalten. Die Bevölkerungsdichte betrug 9,9 Einwohner pro Quadratkilometer. Ethnisch betrachtet setzte sich die Bevölkerung zusammen aus 80,8 % Weißen, 13,8 % Afroamerikanern, 1,1 % Indianern und 0,5 % Asian Americans. 1,5 % waren Angehörige anderer Ethnien und 2,4 % verschiedener Ethnien. 5,2 % der Bevölkerung bestand aus Hispanics oder Latinos.
Im Jahr 2010 lebten in 33,5 % aller Haushalte Kinder unter 18 Jahren sowie 31,2 % aller Haushalte Personen mit mindestens 65 Jahren. 68,2 % der Haushalte waren Familienhaushalte (bestehend aus verheirateten Paaren mit oder ohne Nachkommen bzw. einem Elternteil mit Nachkomme). Die durchschnittliche Größe eines Haushalts lag bei 2,52 Personen und die durchschnittliche Familiengröße bei 3,03 Personen.
23,8 % der Bevölkerung waren jünger als 20 Jahre, 26,6 % waren 20 bis 39 Jahre alt, 28,5 % waren 40 bis 59 Jahre alt und 21,0 % waren mindestens 60 Jahre alt. Das mittlere Alter betrug 40 Jahre. 54,4 % der Bevölkerung waren männlich und 45,6 % weiblich.
Das jährliche Durchschnittseinkommen eines Haushalts betrug 32.480 USD, dabei lebten 24,8 % der Bevölkerung unter der Armutsgrenze.
Im Jahr 2010 war englisch die Muttersprache von 93,60 % der Bevölkerung, spanisch sprachen 4,28 % und 2,12 % hatten eine andere Muttersprache.

## Kultur und Sehenswürdigkeiten

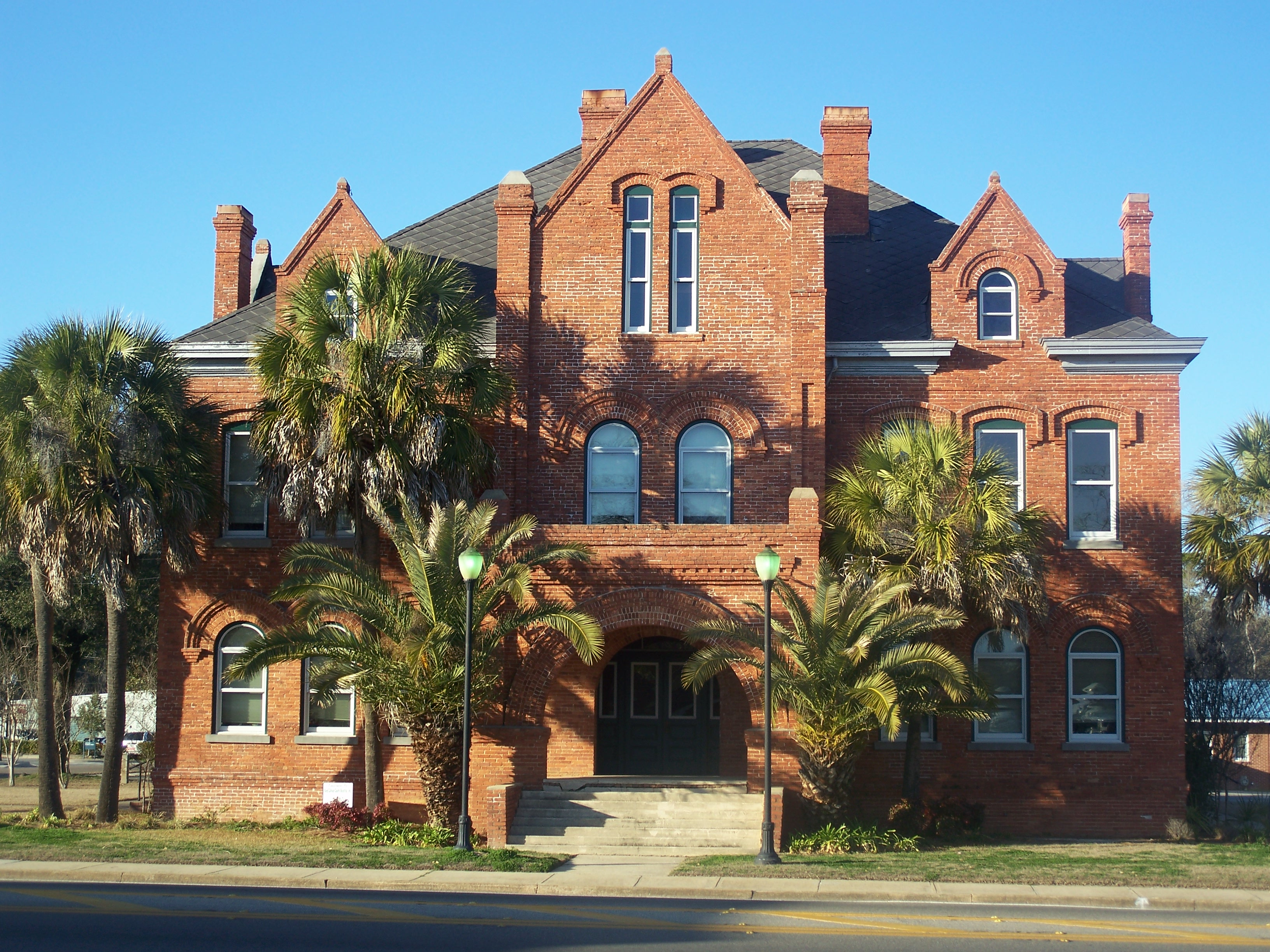
Old Calhoun County Courthouse (2011). Das ehemalige Courthouse wurde 1904 im Stile der Neuromanik errichtet. Seit Oktober 1980 ist es im NRHP eingetragen.

Ein Bauwerk und eine Stätte im Calhoun County sind im National Register of Historic Places („Nationales Verzeichnis historischer Orte“; NRHP) eingetragen (Stand 15. Januar 2023), die Cayson Mound and Village Site und das Old Calhoun County Courthouse.

## Orte im Calhoun County
Orte im Calhoun County mit Einwohnerzahlen der Volkszählung von 2010:
City:
- Blountstown (County Seat) – 2.514 Einwohner

Town:
- Altha – 526 Einwohner